# Зезе Прокопио

Хосе Прокопио Мендес, најпознатији као Зезе Прокопио (Варжиња, 12. август 1913. — Валенса, 8. фебруар 1980) био је фудбалер који је играо на позицији везног играча.
У каријери (1932 — 1948) играо је за Вилу Нову, Атлетико Минеиро, Ботафого, Палмеирас и Сао Пауло. Освојио је бразилско првенство (1937), пет државних првенстава Минас Жераиса (1933, 1934, 1935, 1936, 1938) и два државна првенства Сао Паола (1942. и 1947.). За бразилски тим учествовао је на Светском првенству у фудбалу 1938. године, одигравши четири утакмице без постигнутог гола.